# Antoni Skulbaszewski
Antoni Skulbaszewski (ur. 16 stycznia?/29 stycznia 1915 w Perehonówce koło Kijowa, zm. 1990 w Kijowie) – pułkownik Armii Radzieckiej i Wojska Polskiego, naczelny prokurator wojskowy.

## Życiorys
Syn Dionizego i Marii z Nackiewiczów. W Armii Czerwonej od 1935. Absolwent szkoły oficerskiej NKWD w Kijowie (1937).
Uczestniczył w napaści ZSRR na Finlandię, a następnie w walkach niemiecko-radzieckich (front południowo-zachodni i moskiewski). Był absolwentem Instytutu Irygacji i Mechanizacji Gospodarki Wiejskiej w Taszkencie (1943).
W lutym 1944 r. skierowany do służby w Wojsku Polskim, zajmował kolejno stanowiska:
- oficera śledczego 1 Warszawskiej Dywizji Piechoty (luty – kwiecień 1944)
- prokurator 2 Warszawskiej Dywizji Piechoty (kwiecień – listopad 1944)
- wiceprokurator Wojskowej Prokuratury 1 Armii Wojska Polskiego (listopad 1944 – kwiecień 1945)
- prokurator Wojskowej Prokuratury 2 Armii Wojska Polskiego (kwiecień – czerwiec 1945)
- wiceprokurator Naczelnej Prokuratury Wojskowej (czerwiec – sierpień 1945)
- zastępca naczelnego prokuratora wojskowego (sierpień 1945 – październik 1948).

Od października 1948 do lipca 1950 naczelny prokurator wojskowy, następnie zastępca szefa Głównego Zarządu Informacji Ministerstwa Obrony Narodowej (sierpień 1950 – sierpień 1954). Jego udział w zbrodniach GZI na oficerach polskich dokumentuje m.in. Raport Komisji Mazura.
W 1954 odwołany w oparciu o konsekwentne opinie płk. Władysława Kochana, kierowane pod adresem władz wojskowych i państwowych. Po zwolnieniu ze służby powrócił do ZSRR. Ze względu na miejsce zamieszkania w Kijowie oraz obowiązujące na Ukrainie przedawnienie znajdował się (jak podaje tygodnik „Wprost”) poza zasięgiem polskiego wymiaru sprawiedliwości. Pod koniec lat 50. został skazany na 10 lat więzienia w ZSRR za udział w represjach.

## Przesłuchiwani
Wśród przesłuchiwanych przez płk. Skulbaszewskiego byli m.in.:
- gen. bryg. Stanisław Tatar
- płk. Marian Utnik
- mjr. Zdzisław Barbasiewicz
- ppłk. Stanisław Nowicki
- gen. bryg. Jerzy Kirchmayer
- gen. dyw. Stefan Mossor
- gen. Józef Kuropieska
- kadm. Stanisław Mieszkowski